# Зетцинген
Зетцинген (нем. Setzingen, алем. нем. Setzenge / Setzãnge) — коммуна в Германии, в земле Баден-Вюртемберг.
Подчиняется административному округу Тюбинген. Входит в состав района Альб-Дунай. Население составляет 626 человек (на 31 декабря 2010 года). Занимает площадь 8,42 км².